# Вајлер бај Бинген
Вајлер бај Бинген (њем. Weiler bei Bingen) општина је у њемачкој савезној држави Рајна-Палатинат. Једно је од 66 општинских средишта округа Мајнц-Бинген. Према процјени из 2010. у општини је живјело 2.586 становника. Посједује регионалну шифру (AGS) 7339063.

## Географски и демографски подаци
Вајлер бај Бинген се налази у савезној држави Рајна-Палатинат у округу Мајнц-Бинген. Општина се налази на надморској висини од 250 метара. Површина општине износи 22,8 km². У самом мјесту је, према процјени из 2010. године, живјело 2.586 становника. Просјечна густина становништва износи 113 становника/km².